# Landtag Schwarzburg-Rudolstadt (1854–1860)
Dieser Artikel behandelt den Landtag Schwarzburg-Rudolstadt 1854–1860.

## Landtag
Die Landtagswahl fand am 16. Oktober 1854 statt.
Als Abgeordnete wurden gewählt:
| Name                                 | Wohnort/Rittergut | Kurie                              | Wahlkreis                                   | Anmerkung                                                                   |
| ------------------------------------ | ----------------- | ---------------------------------- | ------------------------------------------- | --------------------------------------------------------------------------- |
| Julius Eberwein                      | Rudolstadt        | Größere Städte                     | Rudolstadt                                  |                                                                             |
| Johann Erdmann Ernst Erbse           | Volkstedt         | Kleiner Städte und Landbevölkerung | Amtsbezirke Rudolstadt und Blankenburg      |                                                                             |
| Johann Christian Fiedler             | Heberndorf        | Kleiner Städte und Landbevölkerung | Amtsbezirk Leutenberg                       |                                                                             |
| Franz August Großmann                | Ichstedt          | Kleiner Städte und Landbevölkerung | Frankenhausen – Land I                      |                                                                             |
| Johann Michael Henkel                | Lichta b. K.      | Kleiner Städte und Landbevölkerung | Königsee – Land                             |                                                                             |
| Johannes Carl Eduard Hercher         | Stadtilm          | Größere Städte                     | Stadtilm                                    |                                                                             |
| Johann Friedrich August Heyder       | Großliebringen    | Kleiner Städte und Landbevölkerung | Amtsbezirk Ilm                              |                                                                             |
| Johann Michael Jahn                  | Königsee          | Größere Städte                     | Königsee                                    | Mandat am 13. Januar 1858 niedergelegt. Nachfolger: Wachsmuth               |
| Ernst Wilhelm Jahn                   | Meura             | Kleiner Städte und Landbevölkerung | Oberweißbach                                | Nachfolger für J. M. Jahn ab 25. Februar 1858                               |
| Johann Carl Friedrich Heinrich Meyer | auf Ichstedt      | Größere Grundbesitzer              | Landratsamtsbezirk Frankenhausen            | Nachfolger für Weiße ab 25. Februar 1858                                    |
| Hermann Otto                         | auf Bechstedt     | Größere Grundbesitzer              | Landratsamtsbezirke Rudolstadt und Königsee | Verstorben am 22. November 1856. Nachfolger: Erbse                          |
| Johann Heinrich Christian Raue       | Rottleben         | Kleiner Städte und Landbevölkerung | Frankenhausen – Land II                     | 1855 am Eintritt in den Landtag verhindert. Eingetreten am 25. Februar 1858 |
| Justus Alexander Louis Renovanz      | Rudolstadt        | Größere Städte                     | Rudolstadt                                  | Stellvertreter für Fiedler vom 5. Februar bis 2. März 1855                  |
| Karl Hermann Scheller                | auf Schwarza      | Größere Grundbesitzer              | Landratsamtsbezirke Rudolstadt und Königsee |                                                                             |
| Friedrich Gustav Theodor Schmidt     | Leutenberg        | Kleiner Städte und Landbevölkerung | Amtsbezirk Leutenberg                       |                                                                             |
| Eduard Schwartz                      | Lichte b.W.       | Kleiner Städte und Landbevölkerung | Katzhütte                                   |                                                                             |
| Friedrich Wilhelm Wachsmuth          | Königsee          | Größere Städte                     | Königsee                                    |                                                                             |
| Karl Friedrich Hermann Wächter       | Frankenhausen     | Größere Städte                     | Frankenhausen                               |                                                                             |
| Johann Christian Weiße               | Volkstedt         | Kleiner Städte und Landbevölkerung | Amtsbezirke Rudolstadt und Blankenburg      |                                                                             |

Der Landtag wählte unter Alterspräsident Carl Meyer seinen Vorstand selbst. Landtags-Director (Parlamentspräsident) wurden:
- Hermann Wächter (24. Januar bis 2. März 1855)
- Julius Eberwein (25. Februar bis 20. März 1858)

Stellvertretende Landtagsdirektoren waren:
- Johann Carl Eduard Hercher (27. Januar bis 2. März 1855)
- Hermann Wächter (25. Februar bis 20. März 1858)

Der Landtag kam zwischen dem 22. Januar 1855 und dem 20. März 1858 zu 52 öffentlichen Plenarsitzungen in zwei Sitzungsperioden (1855, 1858) zusammen.